# 부마민주항쟁 기념일
부마민주항쟁 기념일은 대한민국의 기념일로 매년 10월 16일이다. 2019년부터 기념일로 지내고 있다.

## 같이 보기
- 부마 민주 항쟁